# Andryala arenaria
Andryala arenaria é uma espécie de planta com flor pertencente à família Asteraceae. 
A autoridade científica da espécie é Boiss. & Reut., tendo sido publicada em Pugill. Pl. Afr. Bor. Hispan. 71. 1852.

## Portugal
Trata-se de uma espécie presente no território português, nomeadamente os seguintes táxones infraespecíficos:
- Andryala arenaria subsp. arenaria - presente em Portugal Continental. Em termos de naturalidade é nativa da região atrás referida. Não se encontra protegida por legislação portuguesa ou da Comunidade Europeia.
- Andryala arenaria subsp. parvipila - presente em Portugal Continental. Em termos de naturalidade é nativa da região atrás referida. Não se encontra protegida por legislação portuguesa ou da Comunidade Europeia.